# المنصور الحسين بن محمد بن الهادي
المنصور الحسين بن محمد بن الهادي (توفي في 1888) ادعى إمامة الدولة الزيدية من دون الحصول عليها من 1859 إلى 1863 في ظل وجود العديد من المنافسين.
الحسين بن محمد بن هادي والمعروف بلقب المنصور، ظهر في وقت كانت الدولة الزيدية تعاني من الفوضى السياسية. كانت الدولة العثمانية تحكم جنوب اليمن في حين كانت السيطرة على شمال اليمن تشهد تنافس بين العديد من المدعي الإمامة مثل الهادي غالب، المنصور محمد، والمتوكل المحسن. بعد عام 1852 كان يحكم العاصمة صنعاء الشيخ أحمد الهايمي الذي لم يكن عالم دين. كانت شخصية الهايمي ضعيفة وفي عام 1859 كان عدد من سكان صنعاء سئموا منه وخططوا لاغتياله. تمكن الهايمي من الهروب بعيدا نحو الأراضي الساحلية التي يسيطر عليها العثمانيين ولكن تم القبض من قبل رجال القبائل اليمنية وتسليمه للإمام المنصور الحسين المقيم في الطويلة غرب كوكبان. دخل الإمام صنعاء مع الأسير الذي أودع السجن لكنه نجح في نشر شائعة بين سكان المدينة الذين دمروا بيت الإمام في حارة الفلايحي. وهكذا طرد المنصور الحسين من صنعاء في عام 1860. في وقت لاحق في نفس العام عين السكان محسن معيد (توفي 1881) حاكما بينما اعترف بالمتوكل المحسن رسميا إماما. المتوكل المحسن هزم منافسه بشكل حاسم في 1863 ومرة أخرى في إما 1865 أو 1867. ظهر ورحب المنصور الحسين الإمام السابق بالحاكم العثماني أحمد مختار باشا في صنعاء في أبريل 1872. بعد 16 عاما توفي الحسين المنصور.